# Vanikoro tricarinata
Vanikoro tricarinata is een slakkensoort uit de familie van de Vanikoridae. De wetenschappelijke naam van de soort is voor het eerst geldig gepubliceerd in 1843 door Récluz.